# The Devil in Miss Jones
The Devil in Miss Jones ist ein US-amerikanischer Pornofilm. Er entstand 1973 unter der Regie von Gerard Damiano. Zusammen mit seiner Fortsetzung Devil in Miss Jones 2 gilt der Film als einer der ersten Arthouse-Pornos des Porno Chic und als Klassiker des Pornofilms. Der Film belegt Platz 18 auf der Liste der „101 Greatest Adult Tapes of All Time“ von AVN. 

## Handlung
Justine Jones nimmt sich das Leben und endet in der Hölle. Dort bietet ihr der Teufel an, ihr Leben zu wiederholen. Dieses Mal aber in unersättlicher Freizügigkeit und beständig auf der Suche nach sexuellen Abenteuern.

## Wirkung
Der Erfolg der ersten beiden Miss-Jones-Filme führte zu einem Dutzend von Nachfolgern in dieser Serie. Dem künstlerischen Anspruch des Originals wurden sie aber nicht mehr gerecht.
In der Schweiz entstand 1974 unter der Regie von Erwin C. Dietrich ein deutschsprachiges Remake des Films, Der Teufel in Miss Jonas. 

## Neuverfilmung
Im Jahr 2005 drehte der Regisseur Paul Thomas für Vivid Entertainment Group unter dem Titel The New Devil in Miss Jones ein Remake des Klassikers. In den Hauptrollen sind Jenna Jameson (als Miss Devil) und Savanna Samson (als Justine Jones) zu sehen. Die Neuverfilmung hat nach einem Artikel in der NY Times 250.000 US-Dollar gekostet und ist damit die teuerste Produktion von Vivid. Georgina Spelvin ist ebenfalls in einer kleinen Nebenrolle zu sehen, und das Original läuft im Hintergrund einer Szene. Über das Remake erschien am 7. August ein Artikel in der New York Times mit dem Titel „The Devil is Still In“. Das Remake wurde im Jahr 2006 mit 9 AVN Awards ausgezeichnet und zählt damit zu den erfolgreichsten Filmen der Branche.